# Breaking the Fourth Wall
 (juin 2017).
Si vous disposez d'ouvrages ou d'articles de référence ou si vous connaissez des sites web de qualité traitant du thème abordé ici, merci de compléter l'article en donnant les références utiles à sa vérifiabilité et en les liant à la section « Notes et références ».
Albums de Dream Theater
Live at Luna Park
(2013) The Astonishing
(2016)
Breaking the Fourth Wall: Live From the Boston Opera House (littéralement « briser le quatrième mur », en référence à l'expression théâtrale) est un album live et vidéo du groupe de rock progressif américain Dream Theater, enregistré à Boston aux États-Unis le 25 mars 2014 et sorti le 29 septembre sur supports CD, DVD et Blu-ray. Le DVD/Blu-ray inclut des bonus.

## Présentation
La sortie est annoncée par le groupe le 21 août 2014 et une vidéo promotionnelle de la chanson, en version live, The Looking Glass est mise en ligne sur YouTube. Une seconde vidéo, toujours en live, de Strange Déja Vu est mise en ligne le 15 septembre suivant.
La prestation du groupe est appuyée par celle de l'orchestre du Berklee College of Music sur les titres de Illumination Theory et le concert est filmé et réalisé par Pierre et François Lamoureux.
Breaking the Fourth Wall est sorti sous différents formats :
- 2xDVD[1]
- Digital MP3 Album[2]
- Blu-ray[3]
- Blu-ray + 3xCD[4]
- Blu-ray + 3xCD + poster[5]

Les clients ayant pré-commandé l'album ont directement reçu la version MP3 de The Looking Glass par téléchargement.

## Liste des titres

### CD
| Disque 1 : Act 1 | Disque 1 : Act 1                                   | Disque 1 : Act 1                       | Disque 1 : Act 1 | Disque 1 : Act 1 | Disque 1 : Act 1 | Disque 1 : Act 1 | Disque 1 : Act 1 | Disque 1 : Act 1 | Disque 1 : Act 1 |
| No               | Titre                                              | Album original                         | Durée            |                  |                  |                  |                  |                  |                  |
| ---------------- | -------------------------------------------------- | -------------------------------------- | ---------------- | ---------------- | ---------------- | ---------------- | ---------------- | ---------------- | ---------------- |
| 1.               | The Enemy Inside                                   | Dream Theater (2013)                   | 6:18             |                  |                  |                  |                  |                  |                  |
| 2.               | The Shattered Fortress                             | Black Clouds and Silver Linings (2009) | 12:45            |                  |                  |                  |                  |                  |                  |
| 3.               | On the Backs of Angels                             | A Dramatic Turn of Events (2011)       | 8:48             |                  |                  |                  |                  |                  |                  |
| 4.               | The Looking Glass                                  | Dream Theater                          | 4:46             |                  |                  |                  |                  |                  |                  |
| 5.               | Trial of Tears                                     | Falling into Infinity (1997)           | 15:23            |                  |                  |                  |                  |                  |                  |
| 6.               | Enigma Machine (solo de batterie par Mike Mangini) | Dream Theater                          | 8:21             |                  |                  |                  |                  |                  |                  |
| 7.               | Along for the Ride                                 | Dream Theater                          | 4:53             |                  |                  |                  |                  |                  |                  |
| 8.               | Breaking All Illusions                             | A Dramatic Turn of Events              | 12:29            |                  |                  |                  |                  |                  |                  |
| 73:43            |                                                    |                                        |                  |                  |                  |                  |                  |                  |                  |

| Disque 3 : Encore | Disque 3 : Encore                     | Disque 3 : Encore                              | Disque 3 : Encore | Disque 3 : Encore | Disque 3 : Encore | Disque 3 : Encore | Disque 3 : Encore | Disque 3 : Encore | Disque 3 : Encore |
| No                | Titre                                 | Album original                                 | Durée             |                   |                   |                   |                   |                   |                   |
| ----------------- | ------------------------------------- | ---------------------------------------------- | ----------------- | ----------------- | ----------------- | ----------------- | ----------------- | ----------------- | ----------------- |
| 15.               | Scene Two: I. Overture 1928           | Metropolis Part 2: Scenes from a Memory (1999) | 3:41              |                   |                   |                   |                   |                   |                   |
| 16.               | Scene Two: II. Strange Déjà Vu        | Metropolis Part 2: Scenes from a Memory        | 5:09              |                   |                   |                   |                   |                   |                   |
| 17.               | Scene Seven: I. The Dance of Eternity | Metropolis Part 2: Scenes from a Memory        | 6:16              |                   |                   |                   |                   |                   |                   |
| 18.               | Scene Nine: Finally Free              | Metropolis Part 2: Scenes from a Memory        | 9:56              |                   |                   |                   |                   |                   |                   |
| 25:02             |                                       |                                                |                   |                   |                   |                   |                   |                   |                   |

### DVD/Blu-ray
Le Blu-ray regroupe toutes les chansons sur un seul disque tandis que la version DVD est composée de deux disques.
| 1. | The Enemy Inside       | 6:16  |
| 2. | The Shattered Fortress | 12:57 |
| 3. | On the Backs of Angels | 9:08  |
| 4. | The Looking Glass      | 4:45  |
| 5. | Trial of Tears         | 15:54 |
| 6. | Enigma Machine         | 8:34  |
| 7. | Along for the Ride     | 4:41  |
| 8. | Breaking All Illusions | 12:31 |

| 1.  | The Mirror                                          | 6:48  |
| 2.  | Lie                                                 | 8:12  |
| 3.  | Lifting Shadows Off a Dream                         | 6:13  |
| 4.  | Scarred                                             | 11:41 |
| 5.  | Space-Dye Vest                                      | 8:17  |
| 6.  | Illumination Theory (voir détail dans l'édition CD) | 19:45 |
| 7.  | Scene Two: I. Overture 1928                         | 3:37  |
| 8.  | Scene Two: II. Strange Déjà Vu                      | 5:13  |
| 9.  | Scene Seven: I. The Dance of Eternity               | 6:18  |
| 10. | Scene Nine: Finally Free                            | 11:49 |

## Crédits

### Membres du groupe
- James LaBrie : chant
- John Petrucci : guitares, chœurs
- Jordan Rudess : claviers, lap steel guitar, continuum
- John Myung : basse
- Mike Mangini : batterie, percussions

Invités
- Berklee College of Music : orchestre et chœurs (sur les pistes 14 à 18 et intro du DVD)
- Eren Başbuğ : chef d'orchestre, arrangements orchestraux

### Équipes technique et production (DVD)
- Production : John Petrucci
- Réalisation : Pierre Lamoureux, François Lamoureux
- Mastering, mixage : Richard Chycki
- Enregistrement : Denis Normandeau, Albert Chambers
- Édition : Martin Julien